# Жидоштіца
Жидоштіца (рум. Jidoștița) — село у повіті Мехедінць в Румунії. Входить до складу комуни Брезніца-Окол.
Село розташоване на відстані 279 км на захід від Бухареста, 10 км на північний захід від Дробета-Турну-Северина, 106 км на північний захід від Крайови.

## Населення
За даними перепису населення 2002 року у селі проживали 1022 особи, усі — румуни. Усі жителі села рідною мовою назвали румунську.